# Club de Fútbol Gandia
El Club de Fútbol Gandia  es un club de fútbol español de la ciudad de Gandía (Valencia) España, fundado el 26 de febrero de 1947. Actualmente milita en el grupo VI de la Tercera RFEF.
En la temporada 2021/22 compitió en la categoría de Regional Preferente, Grupo IV, de la Federación de Fútbol de la Comunidad Valenciana (FFCV) .

## Historia
El fútbol en la ciudad de Gandía, se remonta hacia la segunda década del siglo XX, con los enfrentamientos entre los dos principales clubes referentes de la ciudad: El Sporting Club de Gandía y el Gandía FC. Pero tras la guerra civil española y tras un período de inactividad futbolística, no es hasta 1947, cuando nace propiamente el Club de Fútbol Gandía.
El CF Gandía, consiguió ascender en 1953 a la Tercera División de España, y hasta 1986 se mantuvo en la misma casi ininterrumpidamente (salvo las temporadas 1972/73 y 1974/75, que militó en Regional Preferente). Durante todo este período de tiempo disputó cinco promociones de ascenso a Segunda División, (temporadas 1955/56, 1956/57, 1961/62, 1964/65, 1967/68).
Al término de la temporada 1985/86, el club consigue ascender a Segunda División B, tras superar por 5-0 al Maspalomas, en un Guillermo Olagüe abarrotado con 9.000 espectadores. Hasta la temporada 2005/06 se mantuvo en categoría nacional, estando de nuevo a punto de ascender directamente a la Categoría de Plata la temporada 1989/90 y disputando otra promoción de ascenso a Segunda División, al término de la temporada 1999/00 (en la que llegó a estar unos minutos en la categoría de plata del fútbol español); militando de forma intermitente tanto en 2.ªB como en Tercera, (salvo dos temporadas -2006/07 y 2007/08- en Regional Preferente). Finalmente, en la temporada 2009/2010 regresa a la Segunda División B tras vencer en la eliminatoria de ascenso a La Roda con un épico gol de Marcos Estruch.
En la temporada 2013/2014 compite en el Grupo Tercero de la Regional Preferente de la Comunidad Valenciana pero baja a 1.ª regional, categoría en la que finaliza 13.º clasificado del grupo 7 y juega la promoción de permanencia. Mantiene la categoría al ganar 2-0 en el Guillermo Olagüe y empatar a dos en el campo del Sporting Saladar.
En la temporada 2015/16 jugando en la categoría de 1.ª Regional Grupo VII termina 16.º clasificado y desciende a 2.ª Regional.
En la temporada 2018/2019 jugando en la categoría de 2.ª Regional Grupo XI termina Campeón de la categoría (1.º clasificado) y asciende a 1.ª Regional de cara a la temporada 2019/2020.
En la temporada 2019/2020 el C.F.Gandia termina la temporada invicto en 1.º Regional Grupo VI de la Federación Valenciana de Fútbol (FFCV) y consigue el ascenso a la categoría Regional Preferente de cara a la temporada 2020/2021.
En sus filas han destacado jugadores como Jorge Molina (Actual jugador del Granada CF).

## Uniforme
- Uniforme titular: Camiseta blanquiazul, pantalón azul y medias azules.
- Uniforme alternativo: Camiseta roja, pantalón rojo y medias rojas.

## Estadio
El Club de Fútbol Gandia disputa desde el 31 de diciembre de 1967 sus partidos en el Estadio Guillermo Olagüe, con capacidad para 3.250 espectadores y unas dimensiones de 105x69 metros.
El mes de mayo de 2005 se inauguró el nuevo césped artificial del estadio.
En diciembre del 2015 se renueva el césped artificial del estadio.

## Datos del club
Hasta la temporada 2023/2024 inclusive:
- Temporadas en 1.ª:  0
- Temporadas en 2.ª:  0
- Temporadas en 2.ªB:  13
- Temporadas en 3.ª:  43
- Temporadas en 3.ª RFEF: 2
- Temporadas en Divisiones Regionales: 24
- Copa del Rey: 25 participaciones.
- Mejor puesto en la liga: 1.º (Segunda División B: temporada 1999/00)

## Logros y méritos
- Campeón de Segunda División B (1): 1999-00
- Campeón de Tercera División (3): 1961-62, 1994-95, 2009-10
- Campeón de  Regional Preferente (1): 1974-75
- Campeón de  Segunda Regional (1): 2018-2019
- Campeón de  Primera Regional (1): 2019-2020
- Campeón de  Regional Preferente (1): 2021-2022
- Ascenso a Tercera RFEF

## Promociones de Ascenso Disputadas

### Promociones a 2.ºA
- Temporada 55/56 (3 eliminatorias para ascender)

1.ª Eliminatoria, elimina al Elche CF.
2.ª Eliminatoria, elimina al Real Mallorca.
3.ª Eliminatoria Final.
| CF Gandia   | 3:7 | Alicante CF |
| Alicante CF | 0:0 | CF Gandia   |

Sube el Alicante.
- Temporada 56/57  (3 eliminatorias para ascender)

1.ª Eliminatoria, elimina al At. Baleares.
2.ª Eliminatoria, elimina al CD Iliturgi de Andújar,(Jaén).
3.ª Eliminatoria Final.
| CF Gandia   | 1:1 | Alicante CF |
| Alicante CF | 3:0 | CF Gandia   |

Permanece el Alicante, ya que era equipo de 2.ª División.
- Temporada 61/62

| CF Gandia    | 0:2 | Algeciras CF |
| Algeciras CF | 1:1 | CF Gandia    |

- Temporada 64/65

| Sestao Sport | 4:0 | CF Gandia    |
| CF Gandia    | 3:0 | Sestao Sport |

- Temporada 67/68¹

| UD Mahón  | 1:0 | CF Gandia |
| CF Gandia | 1:0 | UD Mahón  |
| CF Gandia | 1:1 | UD Mahón  |

 1 El partido de desempate quedó en empate. Se jugó la prórroga y persistió el empate, posteriormente cada equipo lanzó cinco penaltis y el empate continuaba.
 Al final el partido se decidió por el número de saques de esquina lanzados por cada equipo, clasificándose así el Mahón por haber lanzado 11 por 6 los de CF Gandia

- Temporada 99/00: Liguilla Grupo C

CF Gandia, Racing de Ferrol, Barakaldo CF, Ceuta
| Ceuta            | 2:2 | CF Gandia        |
| Racing de Ferrol | 2:0 | Barakaldo CF     |
| CF Gandia        | 1:2 | Racing de Ferrol |
| Barakaldo CF     | 2:1 | Ceuta            |
| Ceuta            | 1:0 | Barakaldo CF     |
| Racing de Ferrol | 3:0 | CF Gandia        |
| CF Gandia        | 2:0 | Ceuta            |
| Barakaldo CF     | 2:0 | Racing de Ferrol |
| Ceuta            | 3:2 | Racing de Ferrol |
| CF Gandia        | 1:0 | Barakaldo CF     |
| Racing de Ferrol | 2:2 | Ceuta            |
| Barakaldo CF     | 2:1 | CF Gandia        |

| Puesto | Equipo           | J | PTS | G | E | P | GF | GC |
| ------ | ---------------- | - | --- | - | - | - | -- | -- |
| 1      | Racing de Ferrol | 6 | 10  | 3 | 1 | 2 | 11 | 8  |
| 2      | Barakaldo CF     | 6 | 9   | 3 | 0 | 3 | 6  | 6  |
| 3      | Ceuta            | 6 | 8   | 2 | 2 | 2 | 9  | 10 |
| 4      | CF Gandia        | 6 | 7   | 2 | 1 | 3 | 7  | 9  |

Asciende el Racing de Ferrol.

### Promociones a 2.ªB
- Temporada 85/86

1.ª Eliminatoria
| CF Gandia  | 3:1 | CD Langreo |
| CD Langreo | 1:0 | CF Gandia  |

2.ª eliminatoria y final
| CD Maspalomas | 1:0 | CF Gandia     |
| CF Gandia     | 5:0 | CD Maspalomas |

Asciende a 2.ªB el CF Gandia
- Temporada 94/95 Liguilla Grupo C-1

CF Gandia,  Barcelona C, Muleño CF, At. Baleares
| At. Baleares          | 1:2 | Barcelona C  |
| CF Gandia             | 1:0 | Muleño CF    |
| Barcelona C           | 3:0 | CF Gandia    |
| Muleño CF             | 0:0 | At. Baleares |
| CF Gandia             | 1:0 | Barcelona C  |
| At. Baleares          | 3:0 | Muleño CF    |
| Barcelona C           | 2:0 | At. Baleares |
| Muleño CF             | 0:1 | CF Gandia    |
| At. Baleares          | 0:3 | CF Gandia    |
| Barcelona C           | 6:0 | Muleño CF    |
| CF Gandia             | 2:1 | At. Baleares |
| Muleño Club de Fútbol | 0:2 | Barcelona C  |

| Puesto | Equipo       | J | PTS. | G | E | P | GF | GC |
| ------ | ------------ | - | ---- | - | - | - | -- | -- |
| 1      | Barcelona C  | 6 | 10   | 5 | 0 | 1 | 15 | 2  |
| 2      | CF Gandia    | 6 | 10   | 5 | 0 | 1 | 8  | 4  |
| 3      | At. Baleares | 6 | 3    | 1 | 1 | 4 | 5  | 9  |
| 4      | Muleño CF    | 6 | 1    | 0 | 1 | 5 | 0  | 13 |

Asciende el Barça C
- Temporada 95/96 Liguilla Grupo C-1

CF Gandia, CF Sóller, Águilas CF, CD Europa
| CD Europa  | 0:0 | CF Sóller  |
| CF Gandia  | 2:1 | Águilas CF |
| CF Sóller  | 0:0 | CF Gandia  |
| Águilas CF | 3:1 | CD Europa  |
| CF Gandia  | 2:1 | CF Sóller  |
| CD Europa  | 2:0 | Águilas CF |
| CF Sóller  | 0:1 | CD Europa  |
| Águilas CF | 2:1 | CF Gandia  |
| CD Europa  | 0:1 | CF Gandia  |
| CF Sóller  | 3:2 | Águilas CF |
| CF Gandia  | 1:0 | CD Europa  |
| Águilas CF | 2:3 | CF Sóller  |

| Puesto | Equipo     | J | PTS. | G | E | P | GF | GC |
| ------ | ---------- | - | ---- | - | - | - | -- | -- |
| 1      | CF Gandia  | 6 | 13   | 4 | 1 | 1 | 7  | 4  |
| 2      | CF Sóller  | 6 | 8    | 2 | 2 | 2 | 7  | 7  |
| 3      | CD Europa  | 6 | 7    | 2 | 1 | 3 | 4  | 5  |
| 4      | Águilas CF | 6 | 6    | 2 | 0 | 4 | 10 | 12 |

Asciende el CF Gandia
- Temporada 04/05

1.ª Eliminatoria
| Mar Menor | 1:1 | CF Gandia |
| CF Gandia | 2:2 | Mar Menor |

Pasa a la siguiente eliminatoria el Mar Menor.
- Temporada 09/10

1.ª eliminatoria
| CF Gandia | 0:0 | La Roda   |
| La Roda   | 1:1 | CF Gandia |

Asciende el CF Gandia.

## Trayectoria
Tercera Federación
- 2022-23:

Regional Preferente
- 2021-22:  1.º - Ascenso

Primera Regional
- 2019-20:  1.º - Ascenso

Segunda Regional
- 2018-19:  1.º - Ascenso
- 2017-18:  4.º-
- 2016-17:  6.º-

Primera Regional
- 2015-16:  16.º- Descenso
- 2014-15:  13.º- Jugó Promoción Permanencia. Se Mantiene

Regional Preferente
- 2013-14: 17.º - Descenso

Tercera División
- 2012-13:  15.º  - Descenso

Segunda División B
- 2011-12:  18.º - Descenso
- 2010-11:  14.º

Tercera División
- 2009-10:  1.º - Ascenso
- 2008-09:  5.º

Regional Preferente
- 2007-08: 3.º - Ascenso
- 2006-07: 4.º

Tercera División
- 2005-06:  20.º - Descenso
- 2004-05:  2.º - Jugó Promoción de Ascenso
- 2003-04:  16.º
- 2002-03:  10.º
- 2001-02:  12.º

Segunda División B
- 2000-01:  19.º - Descenso
- 1999-00:  1.º - Jugó Promoción de Ascenso
- 1998-99:  11.º
- 1997-98:  9.º
- 1996-97:  15.º

Tercera División
- 1995-96:  3.º - Ascenso
- 1994-95:  1.º - Jugó Promoción de Ascenso
- 1993-94:  17.º
- 1992-93:  7.º

Segunda División B
- 1991-92:  16.º - Descenso
- 1990-91:  9.º
- 1989-90:  3.º
- 1988-89:  11.º
- 1987-88:  8.º
- 1986-87:  16.º

Tercera División
- 1985-86:  2.º - Ascenso
- 1984-85:  5.º
- 1983-84:  5.º
- 1982-83:  3.º
- 1981-82:  6.º
- 1980-81:  6.º
- 1979-80:  7.º
- 1978-79:  3.º
- 1977-78:  7.º
- 1976-77:  18.º
- 1975-76:  8.º

Regional Preferente
- 1974-75:  1.º - Ascenso

Tercera División
- 1973-74:  17.º - Descenso

Regional Preferente
- 1972-73:  2.º - Ascenso

Tercera División
- 1971-72:  20.º - Descenso
- 1970-71:  8.º
- 1969-70:  2.º
- 1968-69:  4.º
- 1967-68:  2.º - Jugó Promoción de Ascenso
- 1966-67:  3.º
- 1965-66:  3.º
- 1964-65:  2.º - Jugó Promoción de Ascenso
- 1963-64:  6.º
- 1962-63:  5.º
- 1961-62:  1.º - Jugó Promoción de Ascenso
- 1960-61:  5.º
- 1959-60:  3.º
- 1958-59:  4.º
- 1957-58:  3.º
- 1956-57:  2.º - Jugó Promoción de Ascenso
- 1955-56:  3.º
- 1954-55:  4.º
- 1953-54:  6.º

Primera Regional
- 1952-53:  1.º - Ascenso

Segunda Regional
- 1951-52:   - Ascenso
- 1947-51:   - Permanece

## Trofeos amistosos
- Trofeo Ciudad de Gandía: (14) 1977, 1978, 1981, 1985, 1986, 1987, 1988, 1990, 1994, 1995, 1996, 1997, 1998, y 2016.